# Oulad Massaoud
Oulad Massaoud (franska: Oulad Massaoud (CR), Oulad Massaoud (Commune Rurale), arabiska: أولاد الكرن) är en kommun i Marocko.   Den ligger i provinsen El Kelaâ des Sraghna och regionen Marrakech-Safi, i den norra delen av landet, 200 km söder om huvudstaden Rabat. Antalet invånare är 4 773.